# Dichotomius crinicollis
Dichotomius crinicollis là một loài bọ cánh cứng trong họ Bọ hung (Scarabaeidae).